# فابریزیو دی بلا
فابریزیو دی بلا (انگلیسی: Fabrizio Di Bella؛ زادهٔ ۲ مارس ۱۹۸۸) بازیکن فوتبال اهل ایتالیا است.
از باشگاه‌هایی که در آن بازی کرده‌است می‌توان به باشگاه فوتبال لیورنو، باشگاه ورزشی لاتزیو، باشگاه فوتبال پیاچنزا، و باشگاه فوتبال یو. اس. پرگولیتزه اشاره کرد.